# Indigofera suffruticosa
Espèce
Classification phylogénétique
Indigofera suffruticosa, l’indigotier ou indigo bâtard (digo bata aux Antilles françaises), est une espèce de plantes à fleurs de la famille des Fabacées. C'est un arbrisseau originaire d'Amérique tropicale. Tout comme l'espèce apparentée, l'indigo des teinturiers (Indigofera tinctoria), ses feuilles sont utilisées pour la préparation de la teinture d'indigo.

## Étymologie
Le terme d'indigo remonte à l'Antiquité gréco-latine où Pline signalait que le pigment coloré pourpre, « indicum...vient d'Inde » (H.N. livre XXXV, 46).
L’espèce a été décrite la première fois en 1768 par le botaniste britannique Philip Miller sous le nom de Indigofera suffruticosa dans  Gardeners Dictionary: eighth edition Indigofera no. 2. 1768.
Son nom générique Indigofera s'analyse en indigo dérivant du grec indikon  (ινδικόν) et du latin indicum et signifiant « de l'Inde » (faisant allusion au pays d'où les Gréco-romains importaient un pigment bleu-indigo) et de fera « porter ». L'épithète spécifique suffruticosa  vient du latin sub- (suf-)  « sous » et fruticosus (frutex arbrisseau) « plein de rejetons, arbrisseau ». (Gaffiot).

## Description

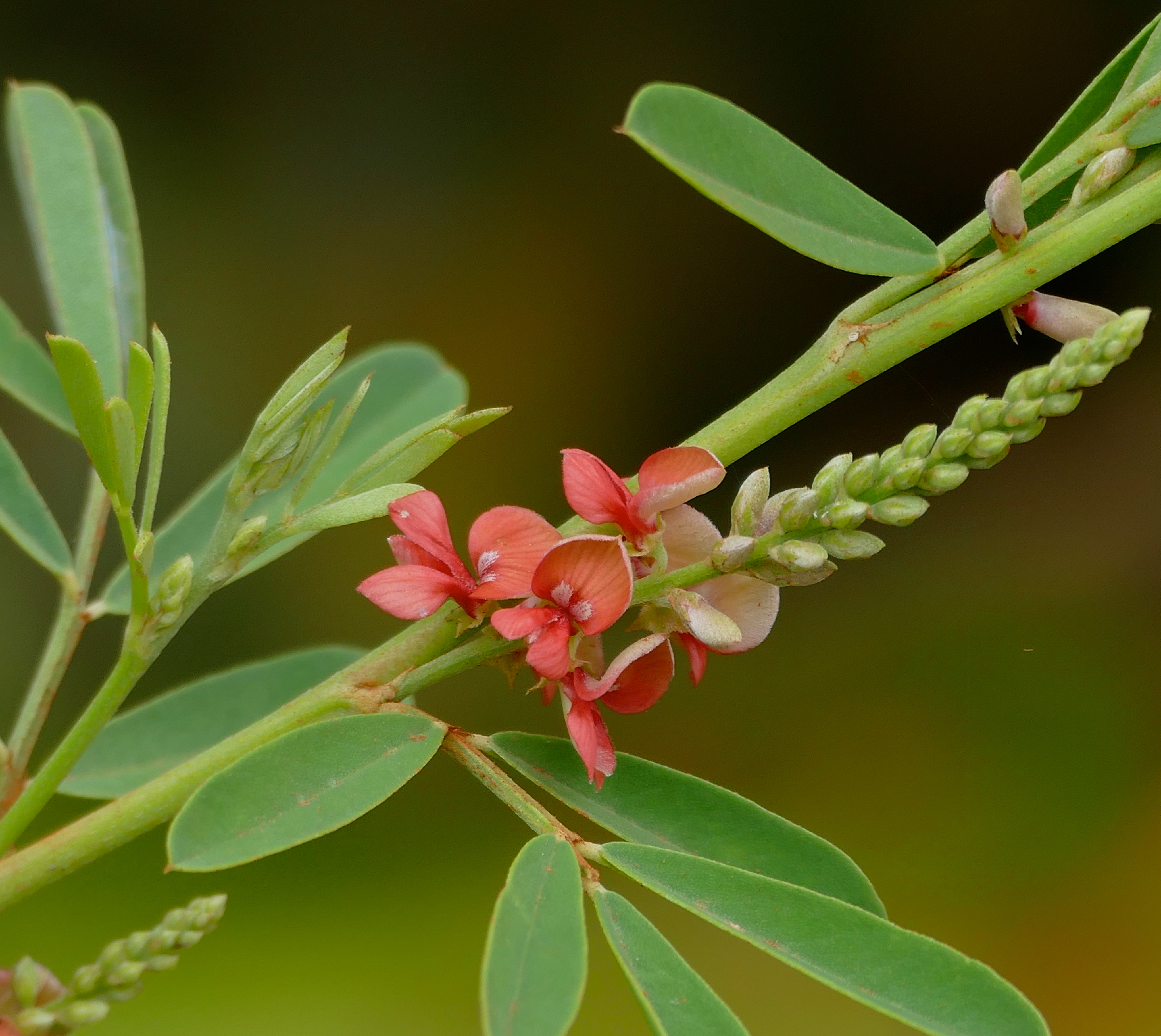
Racème axillaire

### Aspect général
Indigofera suffruticosa est un arbrisseau érigé de 1 à 1,5 m de haut. Les jeunes rameaux sont couverts d'une pubescence blanchâtre, formée de poils apprimés. Les poils sont plus denses et moins fins que ceux d'Indigofera tinctoria.

### Feuille

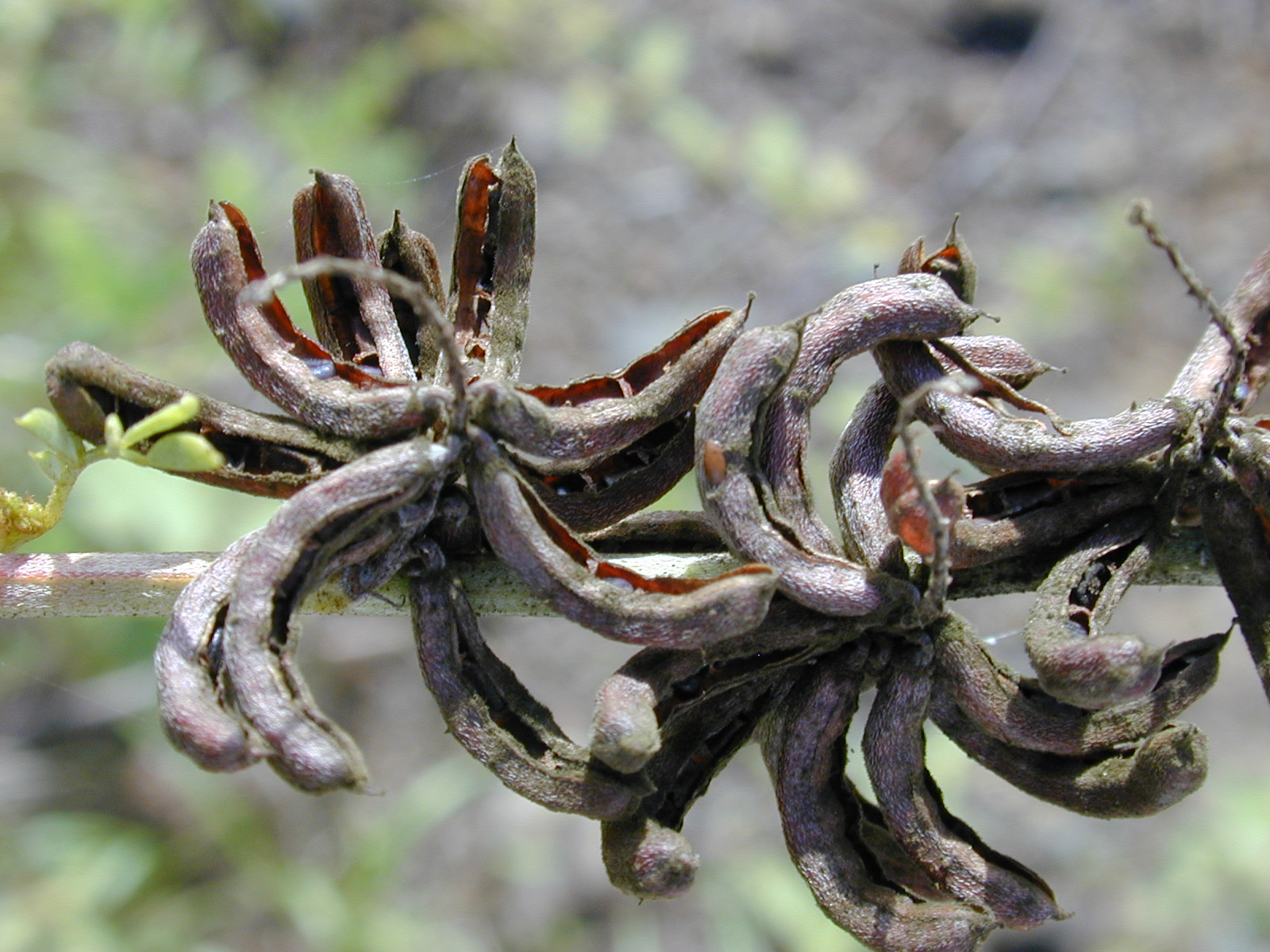
Indigofera suffruticosa et ses gousses arquées (falciformes) brun-rouge, caractéristiques.

La feuille imparipennée est formée de 9 à 17 folioles, elliptiques ou obovales, opposées, de 15-25 x 8–10 mm, à apex arrondi à subaigu, mucroné. Le limbe est pubescent sur les deux côtés, en raison de la présence de poils apprimés. Les stipules sont petites (2,5 à 3 mm) et subulées.

### Fleurs
Les racèmes sessiles, de 2 à 4,5 cm de haut, sont axillaires (ils émergent aux aisselles des feuilles). Les fleurs nombreuses et serrées, sont bisexuées et zygomorphes. Chacune comporte un calice pubescent, de 1,5 à 2 mm, à lobes triangulaires, une corolle de 3,5 à 5 mm, blanche ou jaunâtre, panachée de pourpre ou d'orangé, 10 étamines et un ovaire supère.
La floraison se déroule en mai-juin puis en octobre-janvier, aux Antilles.

### Fruits
Le fruit est une gousse très nettement falciforme, de 10–15 mm x 2 mm, finement pubescente ou glabre, brune. La gousse est deux fois plus petite que celle de I. tinctoria (qui est de 25 à 30 mm de long) et de couleur brun-rouge.
Les graines au nombre de 3 à 7 par gousse, sont cylindriques ou un peu angulées.

## Distribution
Indigofera suffruticosa est originaire d'Amérique tropicale (du sud des États-Unis à l'Amérique du Sud). Il est probablement indigène aux Petites Antilles comme dans toutes les Caraïbes.
Il a été introduit dans l'Ancien Monde où il a été cultivé dans quelques régions tropicales. Introduit en Chine, il s'y est naturalisé dans les provinces du sud.
Aux Antilles, il est présent sur le littoral, dans les friches ou les décombres, souvent en société avec Indigofera tinctoria.
Il fut cultivé pour extraire de ses feuilles la teinture d'indigo, en Amérique tropicale et en Asie tropicale et subtropicale.
Il a été introduit en 1860 en Nouvelle-Calédonie.

### Caractère envahissant
En Nouvelle-Calédonie, l'espèce est considérée envahissante.

## Utilisations

### Teinture

indoxyle + indoxyle → indigotine.

Trois espèces étroitement apparentées sont utilisées pour la production d'indigo : Indigofera tinctoria, Indigofera arrecta et Indigofera suffruticosa. Il a été trouvé des espèces intermédiaires entre ces trois espèces qui peuvent être d'origine hybride.
L'indigo bâtard est comme l'indigo des teinturiers, la source de l'indigo naturel. Celui-ci n'est pas directement présent dans la plante mais existe sous forme d'un précurseur, l'indican (indoxyle β-D-glucoside). Lors du traitement de la plante dans une série de bassins, l'indican est d'abord hydrolysé en indoxyle puis celui-ci est oxydé en un pigment coloré nommé indigotine (ou aussi indigo, au risque de confusion).
Indigofera suffruticosa peut être cultivé dans les régions semi-arides et sur des sols peu fertiles.
Originaire d'Amérique tropicale, il est maintenant localement cultivé ailleurs dans les tropiques, notamment en Afrique (mais pas en Afrique de l'Est) et à Madagascar.
Les Mayas mêlaient de l'indigo avec une argile spéciale (la palygorskite) pour produire le bleu maya, utilisé pour décorer les poteries, les statues, les fresques murales et les textiles. La teinture indigo était probablement tirée de l'indigo bâtard (Indigofera suffruticosa). L'analyse du contenu d'une poterie trouvée dans un gouffre au Yucatan (dans le Cénote Sacré à Chichén Itzá) a montré qu'outre l'indigo et la palygorskite, le colorant contenait du copal, une résine d'arbre utilisée comme encens. Il semble que ce soit la combinaison de ces trois éléments qui soit responsable de la grande stabilité du bleu maya. Le pigment bleu était fabriqué en brûlant de l'encens, lors d'un rituel dédié au dieu de la pluie, Chaak. Pour attirer les pluies, les prêtes organisaient des cérémonies au cours desquelles des objets et des humains sacrifiés étaient peints en bleu (la couleur de Chaak) et jetés dans le cénote.
La culture et l'extraction de la teinture d'indigo à partir d'Indigofera suffruticosa est semblable à celles de l'indigo des teinturiers. Pour une description détaillée, se reporter à l'entrée  Indigofera tinctoria.
Indigofera suffruticosa  est principalement cultivé en Amérique Centrale et du Sud où il est en général propagé par des boutures de 30 cm de long. Une étude portant sur une culture de I. suffruticosa à Veracruz au Mexique, a indiqué une production d'indigo de l'ordre de 1 % du poids sec des feuilles, 150 jours après les semis, à la date pour obtenir la production maximum.

### Usage médicinal
Les Aztèques utilisaient ses graines pour traiter les problèmes urinaires et les ulcères. Au Mexique, les feuilles étaient appliquées sur le front des enfants fiévreux et les graines réduites en poudre servaient à traiter les ulcères.
Indigofera suffruticosa croît au nord-est du Brésil où il est traditionnellement utilisé par les populations pour le traitement des inflammations et les épilepsies.
En 2006, une étude pharmacologique a montré que l'extrait aqueux des feuilles d'Indigofera suffruticosa possédait une bonne activité antimicrobienne (contre Staphylococcus aureus ).
Une autre étude récente, de 2013, a montré que les extraits méthanoliques de la plante possédaient d'excellents effets anticonvulsivants.

## Synonymes
The Plant List répertorie les synonymes suivants (avec un degré de confiance élevé) :
- Indigofera angolensis D.Dietr.
- Indigofera anil L.
- Indigofera comezuelo DC.
- Indigofera divaricata Jacq.
- Indigofera drepanocarpa Bergman
- Indigofera guatimala Lunan
- Indigofera micrantha Desv.
- Indigofera oligophylla Lam.
- Indigofera tinctoria Mill.
- Indigofera uncinata G.Don